# Tusticovke
Tusticovke (mješinčice, lat. Lentibulariaceae nom. cons.), porodica karnivornih biljaka koja se sastoji od tri roda. Latinsko ime porodice dolazi po rodu Lentibularia, što je sinonim za rod Utricularia, u hrvatskom jeziku poznata kao mješinka. Hrvatsko ime porodice tusticovke dolazi po rodu Pinguicula, hrvatski zvana tustica. treći rod Genlisea raširen je po Africi i Srednjoj i Južnoj Americi. 
U Hrvatskoj raste nekoliko vrtsta tustica i mješinki.
Ova porodica se ne smije brkati s tustikovkama (Crassulaceae).

## Opis
Tusticovke su zeljaste kopnene, epifitske ili vodene biljke mesožderke. Korijena često nema. Listovi ružičasti ili raspršeni po stolonima, cijeli ili razdijeljeni, ponekad heterofilni. Cvat terminalni ili bočni, grozdasti, jednostavni, ponekad prisutni parakladiji, često svedeni na jedan cvijet, brakteat, profili prisutni ili odsutni, ponekad povezani. Cvjetovi zigomorfni. Čaška je 2-4- ili 5-dijelna. Vjenčić simpetalan, 2-usna, obično ostrugasta, gornja usna cijela ili 2-režnjevita, rijetko s više režnjeva, donja usna često s izraženim gibastim nepcem, cijela ili 2-5 režnjeva. Prašnika 2, u abaksijalnoj polovici cvijeta, naizmjenično petalan. Jajnik gornji, jednolokularan, s 2 srasla karpela i središnjom posteljicom. Plod je obično kapsula. Sjeme bez endosperma.

## Rodovi
- Lentibulariaceae Rich. (400 spp.)

1. Subfamilia Pinguiculoideae Komiya
  1. Pinguicula L. (117 spp.)
2. Subfamilia Genliseoideae Komiya
  1. Genlisea A. St.-Hil. (29 spp.)
3. Subfamilia Utricularioideae Komiya
  1. Utricularia L. (254 spp.)